# Huayangosaurus taibaii
Lo huayangosauro (Huayangosaurus taibaii Dong et al., 1982) era un dinosauro erbivoro vissuto nel Giurassico medio (Circa 160 milioni di anni fa), i cui resti fossili sono stati rinvenuti in Cina.

## Lo stegosauro più primitivo

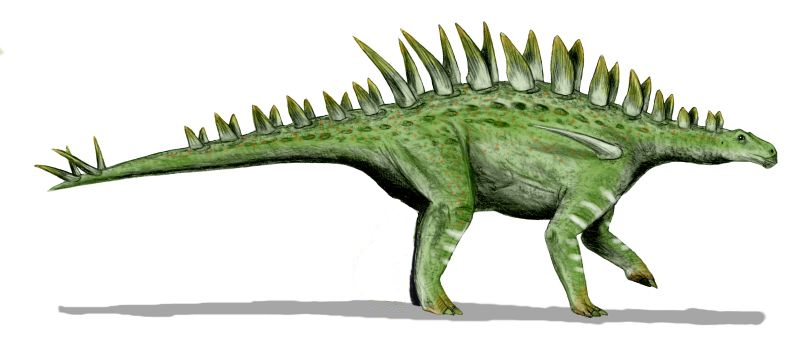
Ricostruzione di Huayangosaurus

Lungo circa 4 metri e alto un metro e mezzo, lo huayangosauro era dotato di un corpo lungo e basso percorso da due file di placche (o spine appiattite). La coda era dotata di una serie di spine simili ad aculei, che servivano senza dubbio a difendersi dai predatori. Queste caratteristiche lo pongono come un rappresentante dei dinosauri a placche o stegosauri, il cui rappresentante più noto, lo stegosauro (genere Stegosaurus) visse qualche milione di anni dopo in Nordamerica. Al contrario di questo, però, lo huayangosauro possedeva alcune caratteristiche ancora primitive, in particolare nel cranio. Questo era corto e largo, privo dello stretto becco degli stegosauri successivi, e forse non era nemmeno dotato di guance per trattenere il cibo. Lo huayangosauro, inoltre, possedeva ancora i denti premascellari, che sarebbero scomparsi nello stegosauro e affini. Le placche ossee dello huayangosauro erano molto più piccole di quelle dello stegosauro, e dovevano funzionare in modo più approssimativo come "termoregolatori" (una delle funzioni supposte per queste strutture). Per questi motivi lo huayangosauro è considerato il più primitivo tra tutti gli stegosauri ed è posto in una famiglia a sé stante, Huayangosauridae.

## Nella Cina del Giurassico medio
Il nome dello huayangosauro deriva da Huayang, altro modo per definire la regione del Sichuan in Cina, dove i fossili dell'animale sono stati rinvenuti. La formazione che conteneva i suoi fossili, la Shaximiao Inferiore, ha prodotto anche molti altri resti di dinosauri dell'epoca, tra cui i sauropodi Datousaurus, Omeisaurus e Shunosaurus, i teropodi Xuanhanosaurus e Gasosaurus, l'ornitopode primitivo Xiaosaurus e l'anchilosauro Tianchiasaurus. I resti di Huayangosaurus appartengono almeno a una dozzina di individui, provenienti tutti dalla cava Dashanpu. La specie Huayangosaurus taibaii è stata descritta da Dong Zhiming.

## Nei musei
Scheletri montati di Huayangosaurus si possono ammirare al Museo dei Dinosauri a Zigong e nel Museo Municipale di Chongqing nello Sichuan, in Cina.